# NGC 1272
NGC 1272 是英仙座的一個星系。